# Schauspielschule Bühnenstudio
Die Schauspielschule Bühnenstudio, auch Bühnenstudio der darstellenden Künste, ist eine private Bildungsinstitution in Hamburg und bietet eine Ausbildung im Bereich der darstellenden Künste an. Die Schule ist mit mehr als 50 Jahren Lehrerfahrung eine der ältesten BAföG-anerkannten Schauspielschulen Deutschlands.

## Geschichte

### 1959–1988
Im Jahr 1959 gründete Hedi Höpfner (1911–1988) das Bühnenstudio der darstellenden Künste in Hamburg.
Ihre Schauspielkarriere begann Hedi Höpfner zusammen mit ihrer Schwester Margot bereits im frühen Kindesalter. In den 20er bis 40er Jahren feierten sie ihre größten Erfolge auf der Bühne und im Film. Die beiden Schwestern gründeten Ende der 50er Jahre ihre eigenen Schauspielschulen in Hamburg. Das Bühnenstudio der Darstellenden Künste, an dem unter der Leitung von Hedi Höpfner Tanz und Schauspiel unterrichtet wurde, war in der Hansastraße, in der Nähe der Rothenbaumchaussee, geboren. In Höpfners über 30-jähriger Tätigkeit wurde das Bühnenstudio der Darstellenden Künste zu einer der renommiertesten Schauspielschulen Deutschlands, aus der erfolgreiche Schauspieler, wie z. B. Klaus J. Behrendt, Thomas Fritsch und Christoph M. Ohrt, entsprangen.

### 1988–2003
1988 übernahm die Schauspielerin Doris Kirchner die Leitung der Schauspielschule. Die 1930 in Graz geborene Kirchner absolvierte eine Ausbildung am Max Reinhardt Seminar und spielte am renommierten Burgtheater in Wien. Im Laufe ihrer Karriere wirkte Doris Kirchner in über 40 Kinofilmen mit – sie stand mit Schauspielerpersönlichkeiten wie Karlheinz Böhm, Gert Fröbe und Hardy Krüger vor der Kamera. An der Schauspielschule Bühnenstudio unterrichtete sie das Prinzip der Perzeption, Improvisation und Phonetik.

### Seit 2003
Seit dem Sommer 2003 leitet Peter Ohrt das Bühnenstudio der darstellenden Künste. Der Mitbegründer der Kulturfabrik Kampnagel Hamburg gründete und leitete bereits die Theaterschule Cockpit auf Kampnagel und arbeitet seit 1991 als Theaterpädagoge und Regisseur. 1997 rief er das Theater Orange mit angegliedertem Studio für Stimme, Schauspiel und Bewegung ins Leben.

## Absolventen
- Fahri Yardım[6]
- Lars Kokemüller[7]
- Jacob Weigert[8]
- Jannik Scharmweber[9]
- Miriam Mueller-Stahl[10]
- Miriam Maertens[11]
- Hendrik von Bültzingslöwen[12]
- Klaus J. Behrendt[13]
- Oscar Ortega Sánchez[14]
- Sarah Maria Besgen[15]